# Dianne Kay
Dianne Kay (Phoenix, Arizona; 29 de marzo de 1954) es una actriz estadounidense retirada, especialmente recordada por el papel de Nancy Bradford en la serie de televisión Eight Is Enough traducida como Ocho son suficientes (Hispanoamérica) o Con ocho basta (España), emitida desde 1977 hasta 1981 en la cadena estadounidense ABC.

## Filmografía
| Año       | Título                            | Papel                    | Notas                                                  |
| --------- | --------------------------------- | ------------------------ | ------------------------------------------------------ |
| 1976      | The Kids From C.A.P.E.R.          | Meter Maid               | Episodio: "The Goodfather"                             |
| 1977      | Starsky & Hutch                   | Joanna Haymes            | Episodio: "The Psychic"                                |
| 1977      | Dog and Cat                       | Connie                   | Telefilme                                              |
| 1977-1981 | Eight Is Enough                   | Nancy Bradford           | 111 episodios                                          |
| 1979      | 1941                              | Betty Douglas            | Película                                               |
| 1980      | Flamingo Road                     | Annabelle Troy           | 1 episodio                                             |
| 1981      | The Nashville Grab                | Katie Morrison           | Telefilme                                              |
| 1981      | La isla de la fantasía            | Beth Martinique          | 1 episodio                                             |
| 1982      | Cass Malloy                       | Tina Marie Nelson        | 1 episodio                                             |
| 1982      | Darkroom                          | Claire                   | Episodio: "Who's There?"                               |
| 1982      | Portrait of a Showgirl            | Marci                    | Telefilme                                              |
| 1983      | Trapper John M.D.                 | Jeanette Murray          | Episodio: "Baby on the Line"                           |
| 1983      | Reggie                            | Linda Potter Lockett     | 6 episodios                                            |
| 1983      | Hotel                             | Jenifer Jane Powell      | Episodio: "The Offer"                                  |
| 1984      | Simon & Simon                     | Catherine 'Cathy' Donald | Episodio: "The Wrong Stuff" Episodio: "Corpus Delecti" |
| 1984      | La isla de la fantasía            | Roxanne Palmer           | 1 episodio                                             |
| 1984      | The Love Boat                     | Leslie Palmer            | 1 episodio                                             |
| 1984-1985 | Glitter                           | Jennifer Douglas         | 13 episodios                                           |
| 1987      | Once a Hero                       | Rachel Kirk              | Episodio: "Pilot"                                      |
| 1987      | Murder, She Wrote                 | Monica Blane             | Episodio: "Witness for the Defense"                    |
| 1987      | Eight Is Enough: A Family Reunion | Nancy Bradford           | Telefilme                                              |
| 1987      | Jake and the Fatman               | Sally Rogers             | Episodio: "Love for Sale"                              |
| 1988      | Andy Colby's Incredible Adventure | Mrs. Colby               |                                                        |
| 1989      | An Eight Is Enough Wedding        | Nancy Bradford           | Telefilme                                              |
| 1994      | Hangin' with Mr. Cooper           | Reportera                | Episodio: "No Money"                                   |
| 1998      | Falling Sky                       | Camarera                 | Película                                               |
| 1999      | Diagnosis: Murder                 | Anne Weber               | Episodio: "Voices Carry"                               |